# 타니가와 나가루
다니가와 나가루(일본어: 谷川 流, 1970년 12월 19일 ~ )는 일본의 소설가이다. 라이트 노벨인 스즈미야 하루히 시리즈를 집필했다. 원래는 여성복 체인점의 점장이었으나 2003년 《스즈미야 하루히의 우울》로 제8회 스니커 대상을 받으면서 데뷔하였다.

## 역사
효고현 니시노미야 출신으로 니시노미야 키타고등학교를 졸업하였다. 이후 관서학원대학 법학부 (関西学院大学法学部)를 졸업한다.

졸업이후에는 여성용 의류점의 점장을 하다가 2003년 3월 전격문고에서 "전격!! 이지스 5"를 집필하며 데뷰하였다. 같은 해 6월 7일에는 더 스니커에서 "스즈미야 하루히의 우울"으로 대상을 수상하였고, 전격 문고에서 "학교를 나가자! escape from the school"을 발표한다. 스즈미야 하루히 시리즈는 2011년까지 일본에서 8백만권, 국제적으로 15개국에서 1650만권의 판매량을 기록하며, 2017년에는 국제 판매량 2천만권을 넘겼다.
제 24회 더 스니커 대상 심사위원으로도 활동하였다.

## 작품

### 전격문고 발행
- 학교를 나가자! escape from The School
- 학교를 나가자! 2권 I-My-Me
- 학교를 나가자! 3권 The Laughing Bootleg
- 학교를 나가자! 4권 Final Destination
- 학교를 나가자! 5권 NOT DEAD OR NOT ALIVE
- 학교를 나가자! 6권 VAMPIRE SYNDROME
- 학교를 나가자! 시리즈 일러스트레이터: 소우교 신세이
- 전격!! 이지스 5 1권
- 전격!! 이지스 5 2권
- 전격!! 이지스 시리즈 일러스트레이터: 고토 나오
- 절망계의 닫힌 세상
- 절망계의 닫힌세상 일러스트레이터: G.무뇨
- 나의 세계를 지켜줄 사람 1권
- 나의 세계를 지켜줄 사람 2권
- 나의 세계를 지켜줄 사람 시리즈 일러스트레이터: 오리사와 아키후미

### 가도카와 쇼텐 발행
- 스즈미야 하루히의 우울
- 스즈미야 하루히의 한숨
- 스즈미야 하루히의 무료
- 스즈미야 하루히의 소실
- 스즈미야 하루히의 폭주
- 스즈미야 하루히의 음모
- 스즈미야 하루히의 동요
- 스즈미야 하루히의 분개
- 스즈미야 하루히의 분열
- 스즈미야 하루히의 경악
- 스즈미야 시리즈 일러스트레이터: 이토 노이지

### OVA작품
- 블랙★록 슈터